# Dinh Cậu
Dinh Cậu là một di tích tọa lạc tại khu phố 2, phường Dương Đông, thành phố Phú Quốc, tỉnh Kiên Giang, Việt Nam. Đây là một điểm đến, thu hút nhiều du khách.

## Giới thiệu
Dinh nằm cách trung tâm Dương Đông 200 m về phía Tây, trên một ghềnh đá quay mặt ra biển, ở cửa sông Dương Đông.
Không rõ Dinh Cậu có từ năm nào (có nguồn cho rằng có từ thế kỷ 17) , chỉ biết ngôi dinh hiện nay được xây dựng ngày 14 tháng 7 năm 1937, và được trùng tu ngày 14 tháng 7 năm 1997.
Đường lên Dinh Cậu là 29 bậc thang bằng đá. Trên đường, có một miếu Thổ Thần nhỏ. Sân dinh được láng bằng xi măng có đặt bàn thờ Ông Thiên. Bên hành lang là hàng cột đúc bằng xi măng với những câu liễn đắp nổi bằng chữ Hán như: "Tọa đại thạch đầu quy danh hiển" (Dinh Cậu nổi tiếng tọa lạc ở đầu của mõm đá giống con rùa), "Vạn cổ anh linh thông tứ hải" (Từ xưa anh linh của Dinh Cậu đã vang khắp bốn biển), "Chấn phong bình lượng bảo lương dân" (Dinh Cậu như tấm bình phong bảo vệ dân lành), "Phong điếu vũ thuận dân an lạc" (Nhờ ơn cậu mà mưa thuận gió hòa dân cư an lạc)....
Mặt chính điện nhìn ra biển cả mênh mông. Tường Dinh được xây dựng bằng xi măng, trên nóc mái có gắn "lưỡng long tranh châu" bằng sứ. Trong chánh điện có khánh thờ Chúa ngọc nương nương và khánh thờ tượng hai Cậu (cậu Tài và cậu Quý), là những thần nhân bảo vệ ngư dân vùng biển đảo.
Hàng năm, vào ngày 15, 16 tháng 10 Âm lịch, nhân dân mở hội lớn tại dinh, có rất đông người đến tham dự.
Dinh Cậu tọa lạc tại một vị trí rất đẹp trên một ghềnh đá có hình thù kỳ quái vương ra biển. Dinh Cậu sừng sững hiên ngang trước sóng to gió lớn. Ghềnh đá thiên tạo như trái núi hình thù rất lạ mắt, ba bề sóng vỗ, xung quanh là bãi đá lô nhô. Đỉnh núi được điểm tô bằng ngôi miếu cổ, mái ngói rêu phong. Trên nóc có đôi dòng cầu nguyện bằng sứ men lam. Dinh Cậu nằm dưới tán sộp cổ thụ, tuổi hơn thế kỷ, bề rộng như cái lồng xanh cả bốn mùa. Dinh Cậu hiện ra đầy huyền ảo, ấn tượng trước mắt du khách. Có lẽ vì điều đặc biệt này không nơi nào có được nên Dinh Câu được xem như là biểu tượng đặc trưng của đảo Phú Quốc.
Chúng ta bước lên đúng 29 bậc thang uốn lượn uẩn khuất giữa hai bên vách đá để lên miếu cổ Dinh Cậu. Trên đường lên Dinh chúng ta bắt gặp miếu thổ thần nhỏ và một hàng rào bằng bê tông rất vững chãi bao quanh Dinh. Sân được lán bằng xi măng có đặt bàn thờ Ông Thiên. Bên hành lang di tích là hàng cột được đúc bằng xi măng với những câu liễn đắp nổi bằng chữ Hán như:
“Vạn Cổ Anh Linh Thông Tứ Hải.
Chấn phong bình lượng bảo lương dân.”
Do sống giữa biển khơi, mưu sinh chủ yếu bằng nghề đánh bắt nên từ xưa, ngư dân Phú Quốc đã lập nên nhiều miếu thờ Bà, thờ ông Nam Hải và thờ Cậu. Đây được xem là những nhân vật giàu lòng nhân ái, sẵn sàng cứu khổ, cứu nạn cho người đi biển.
Theo lời những bậc cao niên trên đảo, Dinh Cậu đã có từ rất lâu, tọa lạc trên một ghềnh đá vươn ra biển, lúc nào cũng sừng sững, hiên ngang trước sóng to gió lớn nhưng cũng rất huyền diệu, lung linh. Nơi đây có Thạch Sơn Điện với những nét kiến trúc cổ  mà người dân Phú Quốc xưa quen gọi là Miếu thờ Long Vương. Chuyện kể rằng, ngày xưa cư dân Phú Quốc chủ yếu sống bằng nghề chài lưới, nhiều ngư dân ra khơi gặp sóng dữ đã mãi mãi không về. Thế rồi một ngày nọ bỗng nổi lên một mũi đá ngay cửa biển. Cho là điềm linh ứng, nhân dân đã cất một ngôi miếu để cầu mong được thần linh che chở. Ban đầu làm bằng cây lá, trải qua nhiều lần trùng tu, đến nay dinh đã khang trang, bề thế hơn nhưng vẫn giữ được nét cổ kính như xưa.
Theo con đường lát đá thoai thoải dẫn lên Dinh Cậu, từ bãi cát trắng dưới chân gành đá leo lên 29 bậc đá là đến miếu thờ. Uy nghi trên nóc dinh là hình ảnh “lưỡng long tranh châu”. Vào bên trong, du khách sẽ được chiêm ngưỡng nhiều tuyệt tác về kiến trúc cổ với những đường nét sắc sảo, các hiện vật quý giá gắn liền với truyền thống lịch sử hình thành cư dân trên đảo. Ở giữa chánh điện của dinh thờ Chúa Ngọc nương nương và tượng thờ  “Cậu Tài” và “Cậu Quý” -  những đấng linh thiêng cai quản vùng sông nước và luôn bảo vệ ngư dân vùng biển đảo. Trước mỗi chuyến ra khơi hay vào dịp lễ tết, người dân đảo lại đến thắp nhang cầu mong cho những chuyến đi biển được bình an. Hằng năm, người dân Phú Quốc lấy ngày 15 và 16.10 âm lịch làm ngày lễ hội cúng dinh. Vào ngày lễ hội,  ngư phủ tụ hội về đây để cầu mong mưa hòa gió thuận, trời yên biển lặng, được mùa tôm cá.